# Sonic Images
Sonic Images est un label indépendant spécialisé dans les musiques de films et de séries télévisées. Il a été créé en 1991, en Californie, par le compositeur allemand Christopher Franke.
Actuellement, sa production se répartit entre trois labels : Sonic Images Record (musique de la série Babylon 5 notamment), Earthtone Records (world music) et Sonic Images Electronics.